# 211
Cette page concerne l'année 211  du calendrier julien. Pour l'année 211 av. J.-C., voir 211 av. J.-C. Pour le nombre 211, voir 211 (nombre).
L'année 211 est une année commune qui commence un mardi.

## Événements
- 4 février : 
  - mort de Septime Sévère à Eburacum ; Caracalla fait la paix avec les Calédoniens et les Méates et retire ses troupes de leurs territoires derrière le mur d'Hadrien, puis rentre immédiatement à Rome avec son frère Geta[1].
  - début du règne conjoint de Caracalla et de Geta, empereurs romains. Malgré une réconciliation de façade, les deux frères se haïssent. Rentrés à Rome, ils rivalisent pour obtenir les faveurs du public. Geta obtient le soutien des milieux sénatoriaux, tandis que son frère reçoit celui de l'armée[2].
- 26 décembre[3] : Geta est assassiné par son frère Caracalla[2], et meurt dans les bras de leur mère Julia Domna, qui est elle-même blessée.
- 27 décembre : Caracalla s'adresse au Sénat romain pour justifier le meurtre de son frère, qu'il aurait commis en état de légitime défense, rappelant aux sénateurs que le fondateur de Rome a aussi égorgé son frère ; la mémoire du prince défunt est condamnée (damnatio memoriae) et Caracalla élimine ses fidèles[2].

## Décès en 211
- 4 février : Septime Sévère, empereur romain à Eburacum (York).